# 김재웅 (1958년)
김재웅(金在雄, 1958년 9월 22일 ~ )은 대한민국의 제11대 경상남도의원이며, 제3·4대 경상남도 함양군의원이었다.

## 경력
- 1965.03 ~ 1970.02 수동국민학교 졸업
- 1970.03 ~ 1973.02 수동중학교 졸업
- 1973.03 ~ 1976.02 함양종합고등학교 졸업
- 진주농림전문대학교 농학과 졸업
- 경남과학기술대학교 산업대학원 농학과 석사 졸업

- 함양읍 농업경영인 회장
- 함양군 농업경영인 회장
- 법무부 갱생보호위원
- 농협 경남도지부 모니터
- 한국통신함양전화국 고객대표위원
- 함양군 농촌발전심의회 심의위원
- 함양읍 체육회 이사
- 위성초등학교 운영위원장
- 함양군 라이온스 355-J지구 이사
- 민주평화통일자문회의 자문위원
- 함양군 장학회 이사
- 함양군 바르게살기협의회 이사
- 함양고등학교 학부모회 회장
- 함양제일고등학교 운영위원
- 함양군 자연보호협의 회장
- 1998.07 ~ 2002.06 제3대 경상남도 함양군의회 의원
- 1998.07 ~ 2000.07 제3대 경상남도 함양군의회 전반기 조례안심사특별위원회 위원
- 1998.07 ~ 2000.07 제3대 경상남도 함양군의회 전반기 예산결산특별위원회 위원
- 2000.07 ~ 2002.06 제3대 경상남도 함양군의회 후반기 조례안심사특별위원회 위원
- 2000.07 ~ 2002.06 제3대 경상남도 함양군의회 후반기 예산결산특별위원회 위원
- 1999.10 ~ 2002.06 제3대 경상남도 함양군의회 군유재산관리계획심사특별위원회 위원
- 2002.07 ~ 2006.06 제4대 경상남도 함양군의회 의원
- 2002.07 ~ 2004.07 제4대 경상남도 함양군의회 전반기 조례안심사특별위원회 위원장
- 2002.07 ~ 2004.07 제4대 경상남도 함양군의회 전반기 예산결산특별위원회 위원
- 2003.06 ~ 2004.03 제4대 경상남도 함양군의회 군유재산관리계획심사특별위원회 위원
- 2004.07 ~ 2006.06 제4대 경상남도 함양군의회 후반기 의장
- 함양농업협동조합 조합장
- 함양제일고등학교 운영위원장
- 부산·울산·경남 농업경영인 조합장협의회 회장
- 2021.04 ~ 2022.06 제11대 경상남도의회 의원
  - 2021.04 ~ 2022.06 제11대 경상남도의회 후반기 농해양수산위원회 위원
- 2021.07.24 국민의힘 입당
- 2022.07 ~ 제12대 경상남도의회 의원
  - 2022.07 ~ 제12대 경상남도의회 전반기 문화복지위원회 위원장
- 2024.03~2024.04: 국민의힘 제22대 국회의원선거「국민 희망의 길」 경남선거대책위원회 사회복지특별위원회 공동위원장

## 수상
- 도지사 표창
- 농산부장관 표창

## 역대 선거 결과
|  | 51.31% |

|  | 54.65% |

|  | 22.21% |

|  | 48.61% |

|  | 65.18% |